# 1301 Avenue of the Americas
1301 Avenue of the Americas, går även under namnen J.C. Penney Building, Crédit Lyonnais Building, Calyon Building och Crédit Agricole CIB Building, är en skyskrapa som ligger utmed gatan Avenue of the Americas/Sixth Avenue på Manhattan i New York, New York i USA.
Byggnaden uppfördes 1964 som en fastighet för kontorsverksamhet. Den är 186 meter hög och har 45 våningar.